# Gens Rutília
La gens Rutília (llatí: Rutilia gens) va ser una gens romana d'origen plebeu, d'importància secundària, que apareix al segle ii aC. La forma més comuna del nomen era Rutili.
Un dels primers personatges destacats d'aquesta gens va ser Publi Rupili, cònsol l'any 132 aC, si és que es tracta d'una variant del nomen Rutili i no d'una gens diferent. El primer que va obtenir el consolat va ser Publi Rutili Llop, que va morir en el càrrec l'any 90 aC, durant la guerra social. Durant la República van utilitzar els cognomina Calvus, Lupus i Rufus. Sota l'Imperi van portar altres cognoms. Alguns els seus membres no van portar cap cognom. Es conserva una moneda amb el cognom Flac que no apareix en cap escriptor.
Personatges sense cognom d'aquesta gens van ser: 
- Publi Rutili, tribú de la plebs el 169 aC
- Publi Rutili, tribú de la plebs el 136 aC.
- Claudi Rutili Namacià, poeta gal·loromà
- Publi Rutili Ruf, home d'estat i orador romà